# Embuscade de Loroni
Insurrection djihadiste au Burkina Faso
Batailles
- Samorogouan
- Intangom
- Nassoumbou
- Ariel
- 1re Inata
- Loroni
- Gorom-Gorom
- Koutougou
- Arbinda
- Hallalé
- Markoye
- Dounkoun
- Boukouma
- 2e Inata
- Titao
- Opération Laabingol
- Namissiguima
- Madjoari
- Bourzanga
- Seytenga
- Gaskindé
- Tin-Ediar
- Tin-Akoff
- Aoréma
- Ougarou
- Namsiguia
- Noaka
- Koumbri
- Djibo
- Tawori
- Mansila
- Nassougou

Massacres
- Yirgou
- Solhan
- Karma
- Komsilga, Nodin et Soroe
- Bibgou et Soualimou
- Barsalogho

Attentats
- 1er Ouagadougou
- 2e Ouagadougou
- 3e Ouagadougou

L'embuscade de Loroni a lieu le 27 décembre 2018, pendant l'insurrection djihadiste au Burkina Faso.

## Déroulement
Le 27 décembre 2018, vers 4 heures du matin, une école primaire est incendiée dans la localité de Loroni, à 25 kilomètres de Toéni, près de la frontière avec le Mali,. 
Vers 9 heures du matin, une patrouille de dix hommes de la brigade territoriale de gendarmerie de Toéni, menée par l'adjudant Issouf, se rend alors à Loroni pour une mission de ratissage et de sécurisation,. Mais arrivé à l'entrée du village, le convoi est attaqué par des djihadistes. Trois gendarmes sont rapidement tués, les autres appellent des renforts et tentent de résister, mais ils sont tous abattus. Une deuxième patrouille venue de Dédougou fait également route pour Loroni, mais un véhicule saute sur un engin explosif improvisé et plusieurs militaires sont blessés,.
Le lendemain, le Groupe de soutien à l'islam et aux musulmans revendique l'attaque.

## Les pertes
Selon le ministère de la Sécurité, dix gendarmes ont été tués et trois blessés, dont deux grièvement,,. RFI fait pour sa part état de huit blessés, dont deux graves. 
De son côté, le Groupe de soutien à l'islam et aux musulmans revendique la mort de neuf gendarmes dans son communiqué.
Il s'agit alors de l'attaque djihadiste la plus meurtrière pour les forces de sécurité burkinabées depuis l'attaque de Nassoumbou en décembre 2016.